# Aigrette (oiseau)
Pour les articles homonymes, voir Aigrette.
Taxons concernés
- Genres :
  - Egretta (aigrettes)
  - Ardea (hérons et aigrettes)modifier

En zoologie, le terme aigrette  est un nom vernaculaire français désignant plusieurs espèces d'oiseaux pélécaniformes. Ce mot s'applique principalement aux oiseaux du genre Egretta, ainsi qu'à quelques espèces du genre Ardea, dont l'espèce la plus connue : la Grande aigrette (Ardea alba).
Aigrette est aussi plus précisément le nom que la nomenclature aviaire en langue française donne à 13 espèces d'oiseaux.

## Étymologie
Le mot aigrette semble avoir désigné l'oiseau avant de désigner ses plumes ; la forme égreste est attestée dès les 14e siècle, et aigrette à partir du 16e siècle.
Il est à noter que le terme ne coïncide pas avec le nom anglais egret, plusieurs espèces nommées aigrettes en français portant le nom de heron en anglais (tricolored heron pour l'Aigrette tricolore), et vice-versa (cattle egret pour le Héron garde-bœufs).

## Description
Les aigrettes sont toutes des ardéidés, famille qu'elles partagent avec les hérons et apparentés. Elles partagent donc de nombreuses caractéristiques avec les hérons, étant des oiseaux de grande taille (pouvant dépasser le mètre pour la Grande Aigrette) vivant généralement proche de l'eau. Une partie des aigrettes possède un plumage blanc (Grande Aigrette, Aigrette neigeuse, Aigrette garzette, Aigrette sacrée, Aigrette de Chine), mais les autres possèdent un plumage plus sombre.
La principale différence avec les hérons est la présence de plumes ornementales sur la tête ou le dos durant la saison des amours, qui sont également appelées aigrettes.

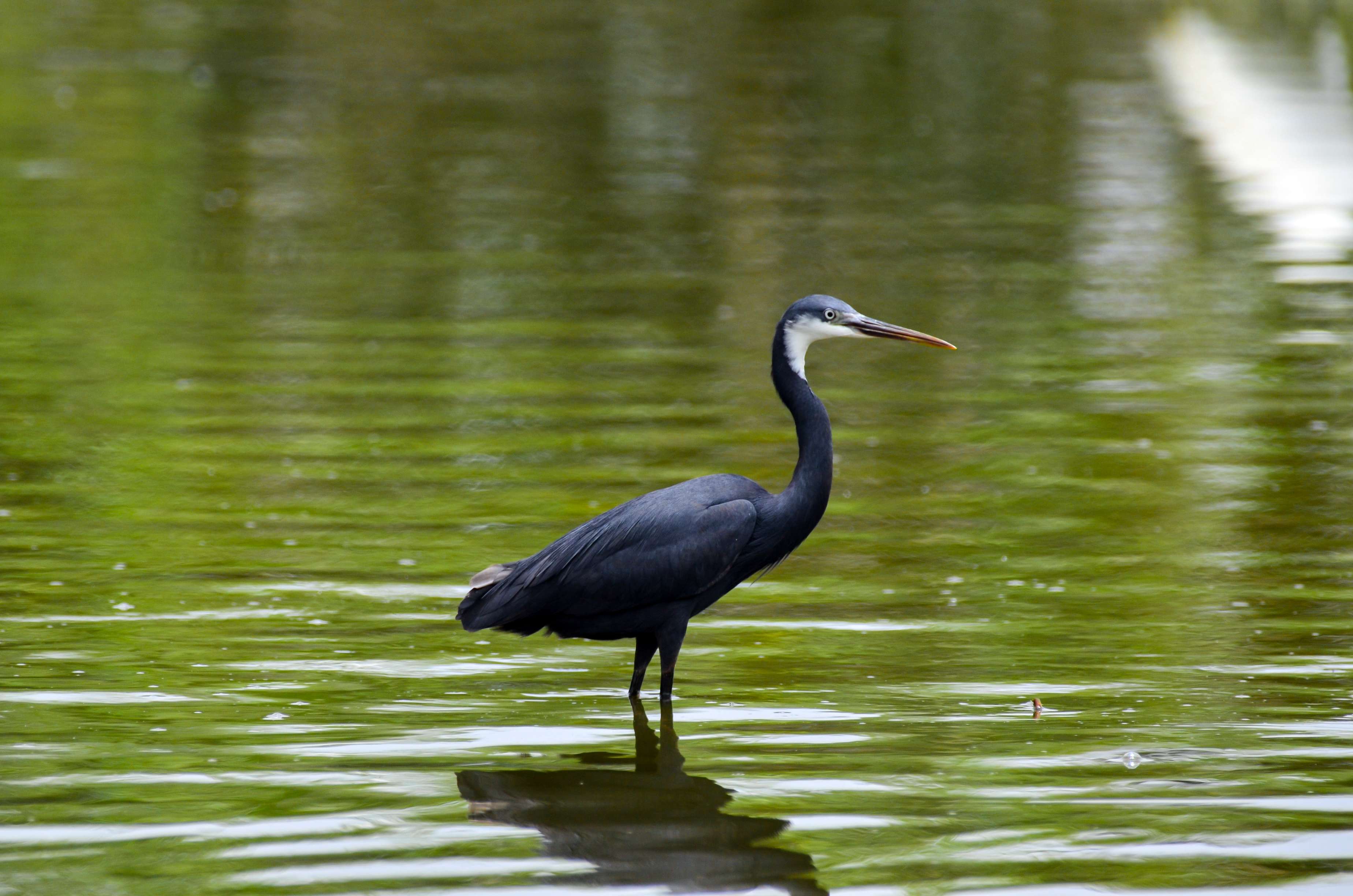
Aigrette noir Reserve naturelle de la grande Niayes de Pikine
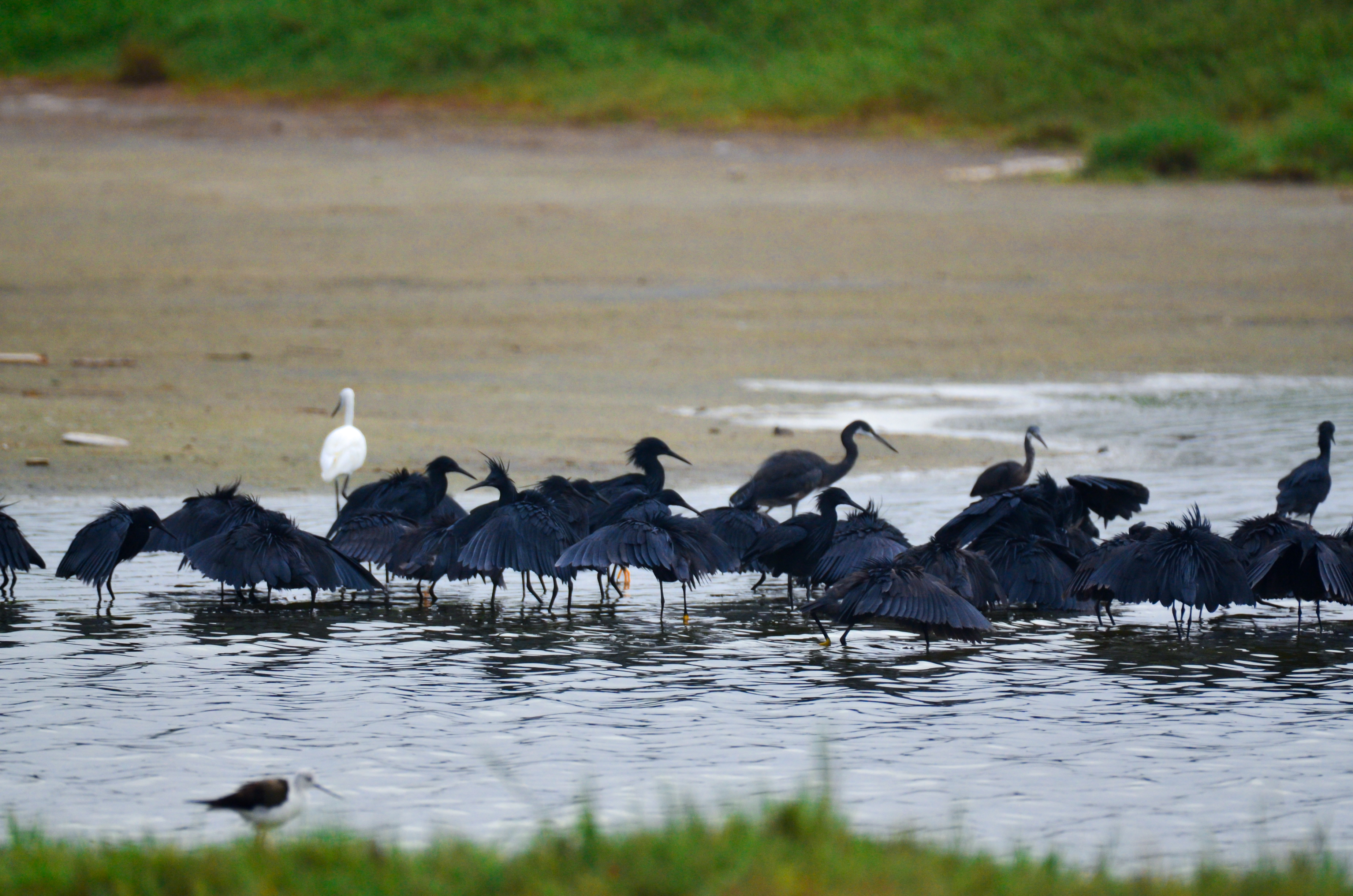
Aigrettes Reserve naturelle de la grande Niayes de Pikine

## Répartition
On retrouve des aigrettes sur tous les continents. En France, seules l'Aigrette garzette et la Grande Aigrette sont observables.

## Noms normalisés français
La nomenclature aviaire en langue française recense 13 espèces d'aigrettes : 12 appartiennent au genre Egretta et 1 au genre Ardea, quoique HBW préfère Egretta dans ce cas. Ces deux genres font partie de la famille des Ardeidae, ordre des Pelecaniformes. Ce sont :
- Aigrette ardoisée - Egretta ardesiaca - Black Heron
- Aigrette bleue - Egretta caerulea - Little Blue Heron
- Aigrette de Chine - Egretta eulophotes - Chinese Egret
- Aigrette dimorphe - Egretta dimorpha - Dimorphic Egret
- Aigrette à face blanche (ou Aigrette australienne) - Egretta novaehollandiae - White-faced Heron
- Aigrette garzette - Egretta garzetta - Little Egret
- Aigrette à gorge blanche (ou Aigrette des récifs) - Egretta gularis - Western Reef Heron
- Aigrette neigeuse - Egretta thula - Snowy Egret
- Aigrette roussâtre - Egretta rufescens - Reddish Egret
- Aigrette sacrée - Egretta sacra - Pacific Reef Heron
- Aigrette tricolore - Egretta tricolor - Tricolored Heron
- Aigrette vineuse - Egretta vinaceigula - Slaty Egret
- Grande Aigrette - Ardea alba ou Egretta alba - Western Great Egret

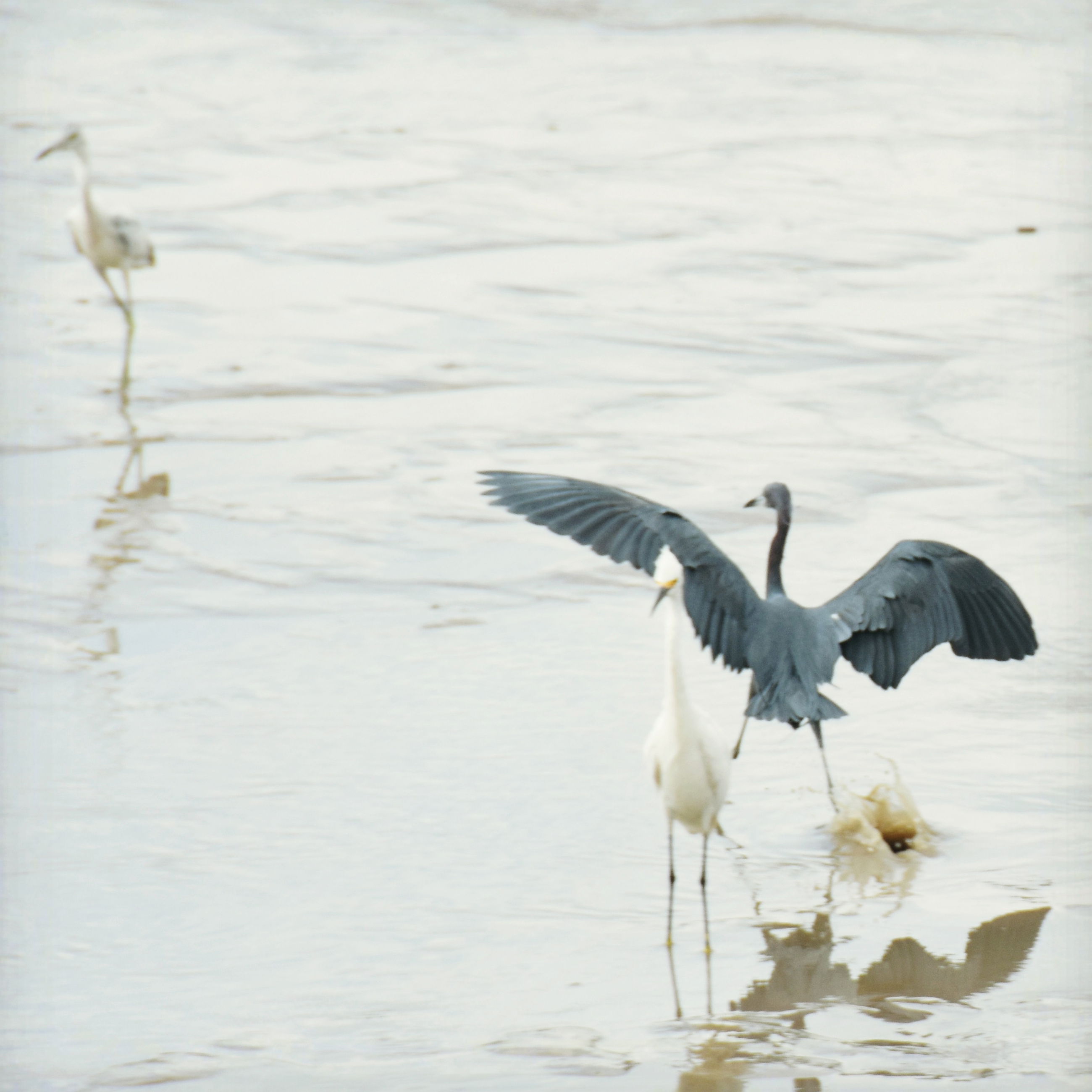
Aigrettes en Guyane française.

## Autres «aigrettes» en français
Le Héron pie (Egretta picata) est également dénommé Aigrette pie, bien qu'il ne s'agisse pas de son nom normalisé.